# Joan Llobet
Joan Llobet (Barcelona, ? - Palma de Mallorca, 9 de mayo de 1460) fue un teólogo español de la escuela de Ramon Llull.

## Biografía
Nacido en Barcelona en fecha desconocida, estudió en París y Toulouse. Pronto se integró en la Orden Franciscana, y en 1445 fue nombrado provincial de Aragón. Formó parte de la escuela lulista de Barcelona y fundó en Randa la escuela luliana de Mallorca, siéndole concedido por el rey Alfonso V de Aragón, en Nápoles, en 1449, un privilegio para enseñar el arte Ramon Llull.
Proyectó el sepulcro monumental de Ramon Llull y dirigió la mitad inferior.
Murió el 9 de mayo de 1460, y está enterrado a la Catedral de Santa María de Palma de Mallorca.
Pere Miquel Carbonell lo incluyó en el libro De viris illustribus catalanis, así como Jeroni Pau en el suyo, De Hispaniarum viris illustribus.

## Obras
- Tabula
- Ars notatiua
- Tractatus Metaphysicae